# Nerotolepsia bella
Nerotolepsia bella är en stekelart som beskrevs av Girault 1920. Nerotolepsia bella ingår i släktet Nerotolepsia och familjen puppglanssteklar. Inga underarter finns listade i Catalogue of Life.